# Naresuan
Pour les articles homonymes, voir Prince noir.

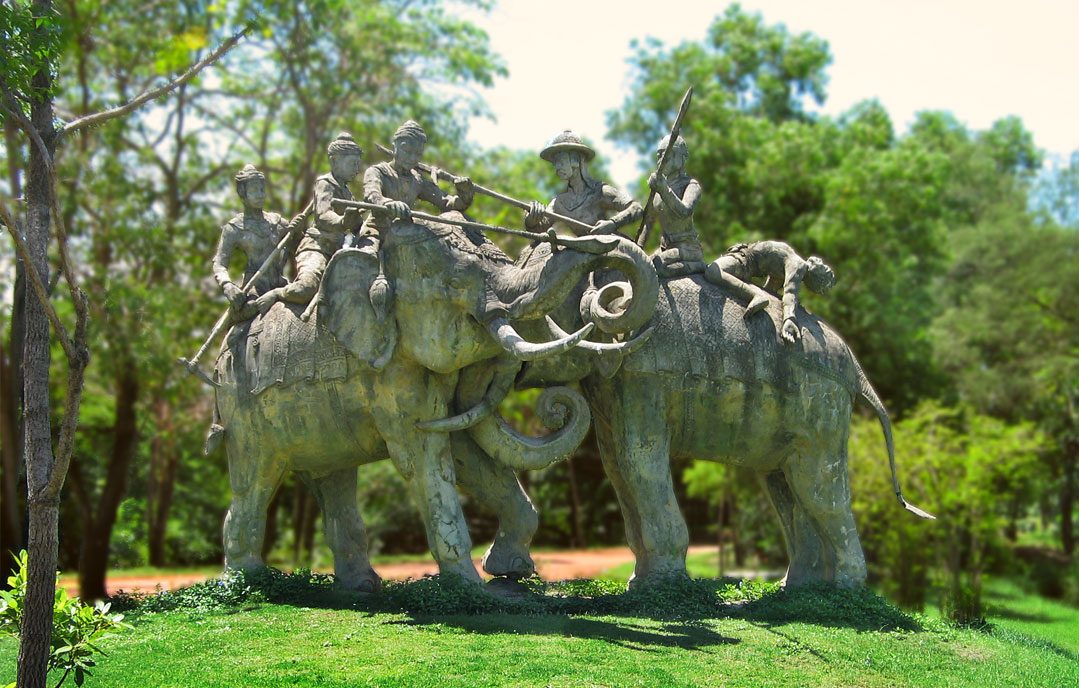
Combat de Naresuen et Minchit Sra (Mingyi Swa), statue dans le parc historique de l'Ancien Siam (Mueang Boran) à Samut Prakan.

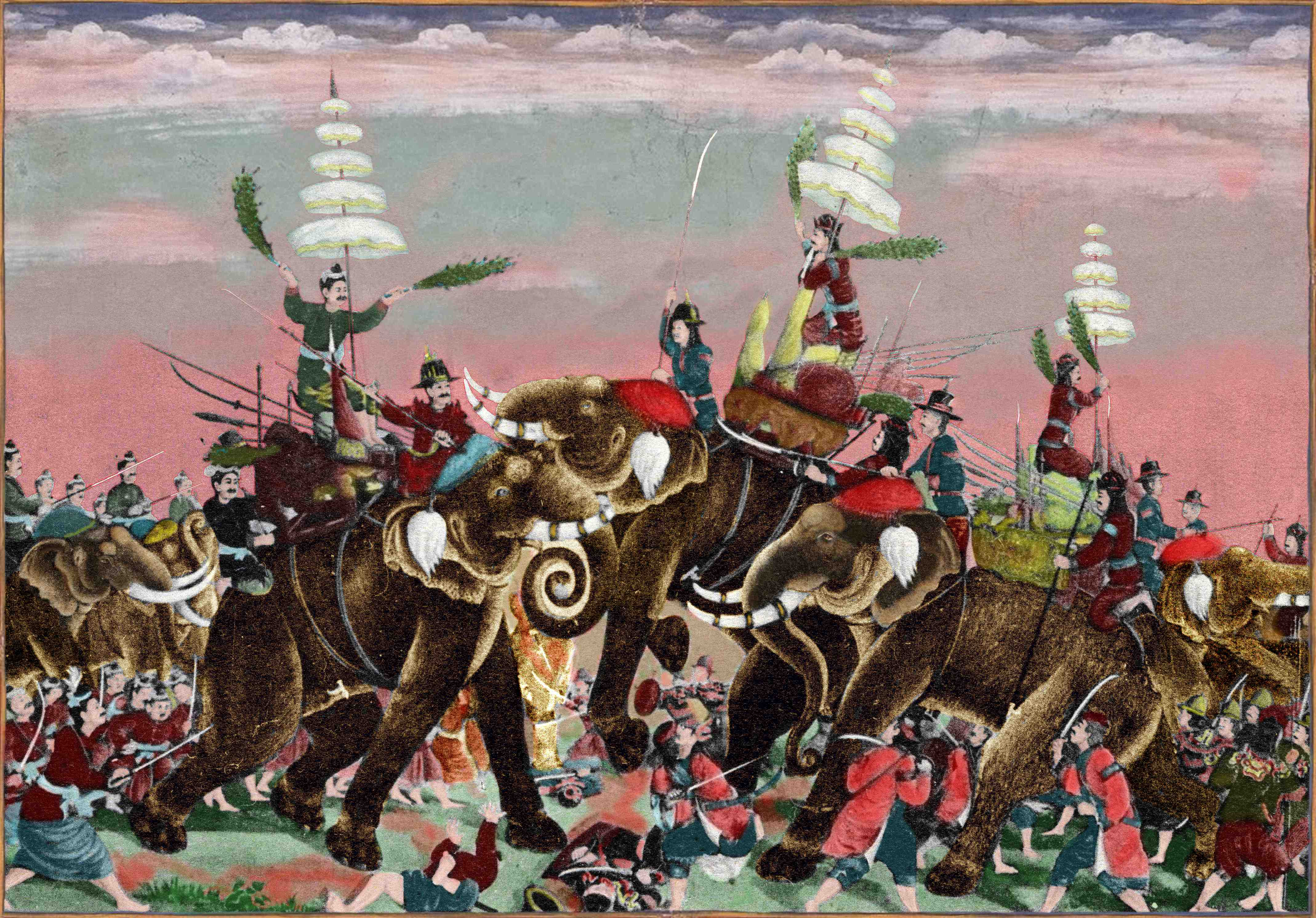
Combat de Naresuen et Minchit Sra, d'après une peinture siamoise du XVIIe ou XVIIIe siècle.

Naresuen Le Grand (สมเด็จพระนเรศวรมหาราช, aussi appelé Naresuan ou Phra Naret (พระนเรศ) ou Le Prince noir (พระองค์ดำ)) (1555 - 1605)  fut roi d'Ayutthaya de 1590 à sa mort. Il succéda à son père Maha Tammaratcha Ier (Samphet I), qui avait secoué le joug de la dynastie Taungû de Birmanie en 1584. Pendant son règne, le Siam connut sa plus grande  expansion coloniale.

## Biographie
Né à Phitsanulok en 1555, Naresuan âgé de 9 ans fut emmené en captivité en 1564 par les Birmans pour assurer la fidélité de son père Maha Tammaratcha Ier. Maha Tammaratcha Ier devint roi d'Ayutthaya après l'occupation birmane en 1569 ; Naresuan lors de sa captivité fut formé dans les arts martiaux, la littérature, les stratégies militaires et fut l’un des princes du palais birman.
Après 7 ans passés à Pégou sous la surveillance du roi birman Bayinnaung, Naresuen fut échangé à 16 ans, en 1571, contre sa sœur la princesse Suphan Thevi qui devint l'une des épouses du souverain birman. Il devint alors gouverneur de Phitsanulok.
En 1584, 3 ans après la mort de Bayinnaung, le royaume d'Ayutthaya cessa de payer son tribut à la Birmanie, ce qui déclencha évidemment une attaque vigoureuse de celle-ci. Naresuen la repoussa et, en 1586, il occupa le Lan Na, un État tampon entre les deux royaumes.
À la mort de son père en 1590, Naresuen lui succéda officiellement sous le nom de Samphet II (สมเด็จพระเจ้าสรรเพชญ์ที่ 2). En 1592, les Birmans lancèrent une nouvelle campagne, qui se termina quand Naresuen tua le prince héritier Minchit Sra (en birman Mingyi Swa) dans ce que l'histoire officielle présente comme un combat singulier à dos d’éléphant à Nong Sarai (Suphanburi) le 18 janvier 1593. L’année suivante, Naresuen attaqua le Tenasserim et le Cambodge dont la capitale Lovek fut prise et pillée en janvier 1594. Il mit ensuite le siège devant la capitale birmane Pégou, sans succès.
Il vint ensuite en aide à la principauté shane de Hsenwi, dont le roi était un de ses amis d'enfance, et qui était attaquée par Anaukpeitlun. Il conduisit son armée par le nord. Quand il arriva à Tung Don Kaew, entre Chiang Mai et la Salavin, il tomba malade de la variole. Il y mourut en 1605, à l’âge de 50 ans. Son règne avait duré 15 ans.
Son frère Ekathotsarot lui succéda sous le nom de Samphet III.

## Dans la culture populaire
La fresque historique de six films sur le roi Naresuan réalisée de 2007 à 2015 par le prince Chatrichalerm Yukol, tournée avec des moyens considérables (le plus gros budget de l'histoire du cinéma thaïlandais), aux personnages complexes et aux décors somptueux, raconte la version officielle thaïlandaise de la guerre entre le roi Naresuan et le roi de Birmanie Nandabayin. Mais des historiens thaïlandais ont des doutes sur la véracité de cette histoire officielle. Par exemple, en 2014, Sulak Sivaraksa a mis en doute la véracité de la bataille des éléphants entre le roi Naresuan et le prince héritier birman Minchit Sra (Mingyi Swa) en 1593.